# Кук, Кристина
Кристина Кук (англ. Christina Cock, урожденная Клэй (англ. Clay); 25 декабря 1887 — 22 мая 2002) — австралийская долгожительница. Является старейшим жителем Австралии, а также Океании в истории. На момент смерти её возраст составлял 114 лет 148 дней.

## Биография
Кристина Клэй родилась в Гори, недалеко от Портленда, Виктория. Она была второй из 11 детей. Она вышла замуж за Уилберта Кука в 1913 году. Пара оставалась в браке почти 73 года, до самой смерти Уилберта в возрасте 96 лет в 1986 году.
После смерти 110-летней Ады Клеггет 8 декабря 1995 года, она стала старейшим живущим человеком в Австралии в возрасте 107 лет. Пять лет спустя, 21 ноября 2000 года, Кук побила австралийский рекорд долголетия 112 лет 330 дней, который был установлен Кэролайн мод Мокридж (11 декабря 1874 года – 6 ноября 1987 года).
На момент своей смерти, Кристина была вторым старейшим живущим человеком в мире после Грейс Клосон, которая была на 40 дней старше (родилась 15 ноября 1887 года) и скончалась 28 мая 2002 года в возрасте 114 лет, 194 дней, всего на шесть дней позже Кук. Однако тогда старейшим живущим человеком считалась японка Камато Хонго, которая якобы родилась 16 сентября 1887 года, но в 2012 году Группа геронтологических исследований отозвала её верификацию.
Кук жила самостоятельно, пока ей не исполнилось 109 лет, когда она сломала бедро во время падения.

## Смерть
22 мая 2002 года Кук умерла в доме престарелых во сне из-за лёгочной инфекции, рядом с ней находилась дочь Лесли Риккетсон. Менеджер дома престарелых говорила, что Кристина вела полную жизнь до самой смерти:

 Она по-прежнему интересовалась своей музыкой и едой, особенно шоколадным тортом, и всей своей семьей; она была очень семейным человеком.

Её дочь Лесли сообщала, что у её матери было хорошее здоровье, она никогда не болела и хорошо питалась.
У Кристины остались двое детей, пять внуков, девять правнуков и один праправнук.
Кук была похоронена на кладбище Бервуда.

## См.также
- Долгожитель;
- Список старейших людей в мире;
- Список старейших женщин
- Маргарет Вивиан